# Jan Łopuski
Jan Zygmunt Łopuski (pseud. Mariusz, ur. 3 stycznia 1917 w Strzegocicach, zm. 10 września 2019 w Gdyni) – polski prawnik, profesor nauk prawnych, specjalista w zakresie prawa morskiego.

## Życiorys

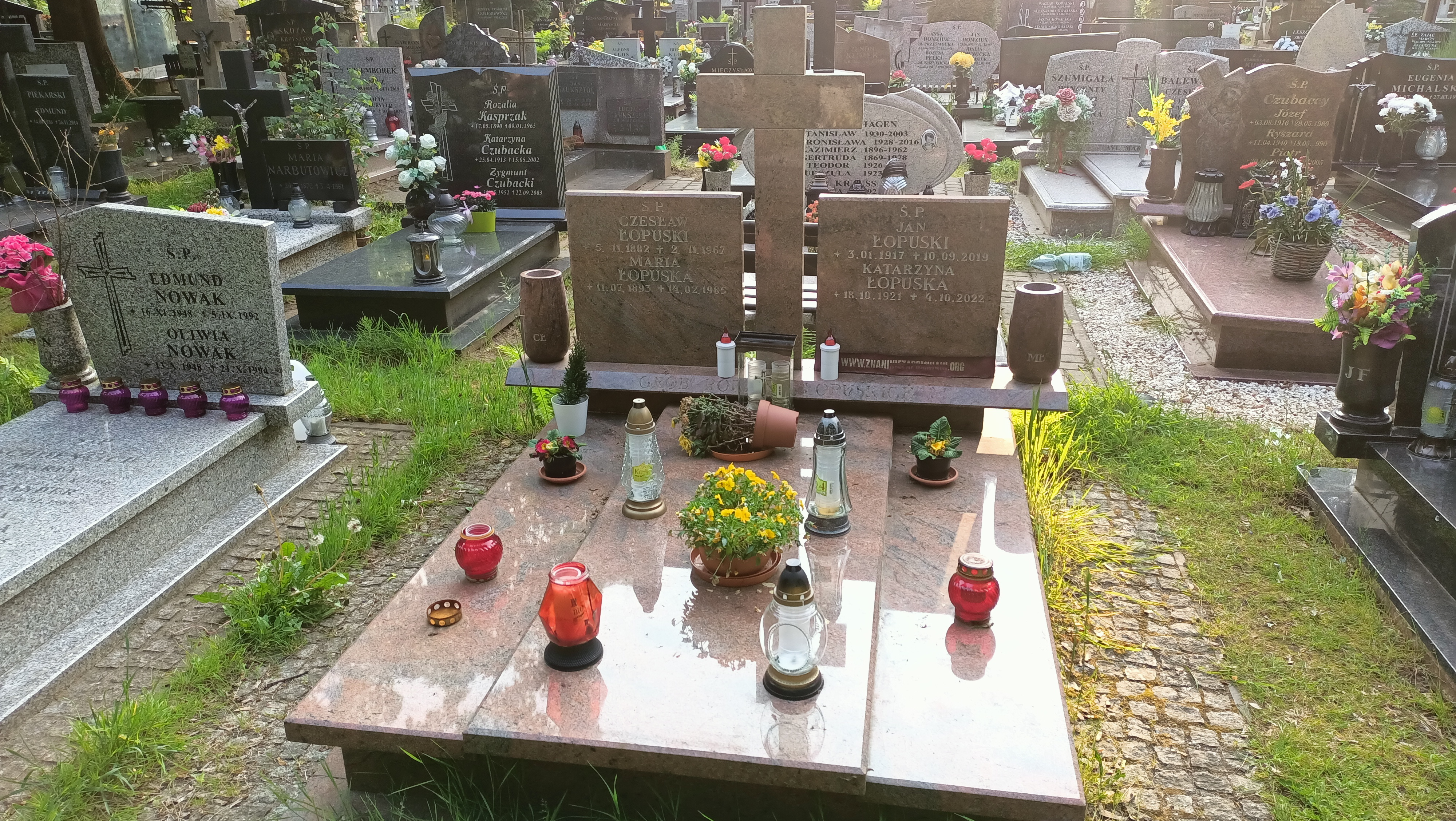
Grób Jana Łopuskiego na cmentarzu Oliwskim w Gdańsku

Syn Czesława i Marii. Uczęszczał do Gimnazjum im. Sobieskiego w Krakowie, gdzie w 1935 zdał maturę. W latach 1935–1939 studiował na Wydziale Prawa Uniwersytetu Jagiellońskiego oraz na Akademii Handlowej w Krakowie.
Ukończył studia w 1939, wziął udział w kampanii wrześniowej jako ułan ochotnik w 24 Dywizji Piechoty. W czasie II wojny światowej działał w Podokręgu Rzeszów Armii Krajowej (zaprzysiężono go w ZWZ pod pseudonimem Mariusz w 1940). Był oficerem broni w Obwodzie AK Dębica. W maju 1944 został oficerem broni i przerzutów powietrznych Inspektoratu Rzeszowskiego AK (przyjmował i ukrywał zrzuty). Za udział w akcji Burza odznaczony został Krzyżem Walecznych i Krzyżem Srebrnym Orderu Virtuti Militari. W nocy z 7 na 8 października 1944 odpowiadała za ubezpieczenie nieudanej akcji odbicia około dwustu więźniów przetrzymywanych w rzeszowskim zamku.
17 grudnia 1944 został aresztowany przez sowiecki kontrwywiad wojskowy (miał wtedy fałszywe dokumenty na nazwisko Zygmunt Stachowicz), osadzony w areszcie przy ul. 3 Maja w Rzeszowie, a potem skierowany do obozu w Bakończycach i następnie do 283. obozu NKWD w Stalinogorsku. Podczas pobytu w rzeszowskim areszcie był torturowany, tracił przytomność oraz trzykrotnie wyprowadzano go na sfingowane rozstrzelanie. W Stalinogorsku pracował w nieludzkich warunkach przy budowie łagru dla Niemców. Zachorował wówczas na puchlinę głodową. Po zwolnieniu (sierpień 1945) przejechał przez Czechosłowację do Włoch, gdzie zaciągnął się do 2. baonu 3. Dywizji Strzelców Karpackich. Po przeniesieniu formacji do Wielkiej Brytanii był tłumaczem i nauczycielem języka angielskiego dla żołnierzy. Do Polski powrócił w 1947, po komunistycznej amnestii. 20 sierpnia 1947 przybył do Gdańska.
Pracował jako ekonomista i prawnik w oddziałach morskich przedsiębiorstw handlu zagranicznego w Gdyni. W 1951 uzyskał stopień doktora prawa morskiego, a w 1970 stopień doktora habilitowanego nauk prawnych na Uniwersytecie Adama Mickiewicza. W 1971 podjął pracę na Uniwersytecie Mikołaja Kopernika. W 1977 otrzymał tytuł profesora nadzwyczajnego, a w 1984 profesora zwyczajnego. Do lat 60. XX wieku był systematycznie przesłuchiwany przez funkcjonariuszy Służby Bezpieczeństwa w związku z poszukiwaniami magazynów broni Armii Krajowej.
Od 1972 kierował Zakładem Prawa Handlu Zagranicznego, a od 1984 Zakładem Prawa Międzynarodowego Obrotu Cywilnego. W latach 1981–1982 był kierownikiem Zakładu Prawa Postępowania Cywilnego. W 1986 przeszedł na emeryturę.
Pochowany na cmentarzu Oliwskim.

## Wyróżnienia i nagrody
- Krzyż Srebrny Orderu Virtuti Militari
- Krzyż Kawalerski Orderu Odrodzenia Polski (2006)[4]
- Krzyż Walecznych
- Medal Komisji Edukacji Narodowej
- Honorowy Obywatel Rzeszowa (2002)
- Convallaria Copernicana (2006)
- Kustosz Pamięci Narodowej (2010)[5]
- Medal „Thorunium” (2017)

## Wybrane publikacje
- Zasady prawne ratownictwa morskiego: krótkie omówienie przepisów prawnych i zagadnień związanych z ratownictwem dla celów praktycznych (1951, wspólnie z Antonim Sołtysem)
- Czarter na czas: studium z prawa morskiego (1952)
- Prawo morskie: dla oficerów marynarki handlowej i rybołówstwa (1965)
- Odszkodowanie z tytułu zderzenia statków (1967, wspólnie z Januszem Gąsiorowskim)
- Odpowiedzialność za szkodę w żegludze morskiej: wg stanu prawnego na dzień 1 VII 1968 r. (1969)
- Umowa morskiego przewozu ładunku w prawie europejskich krajów socjalistycznych (1972, wspólnie z Janem T. Hołowińskim)
- Walka o czyste morze: problem międzynarodowy (1972)
- Umowy w obrocie gospodarczym (1975)
- Międzynarodowe organizacje morskie (1978, wspólnie z Januszem Simonidesem)
- Zarys prawa handlu międzynarodowego [wg stanu prawnego w dniu 31 XII 1980 r.] (1981)
- Encyklopedia podręczna prawa morskiego (1982, ISBN 83-215-2855-4)
- Losy Armii Krajowej na Rzeszowszczyźnie (sierpień-grudzień 1944) (1990)
- Liability for nuclear damage: an international perspective : reflections on the revision of the Vienna Convention (1993)
- Prawo morskie (1996, redakcja, ISBN 83-86605-07-3)
- Konwencja o jurysdykcji i wykonywaniu orzeczeń sądowych w sprawach cywilnych i handlowych (Lugano 1988) z uwzględnieniem orzecznictwa Europejskiego Trybunału Sprawiedliwości (2001, ISBN 83-86605-86-3)
- Pozostać sobą w Polsce Ludowej: życie w cieniu podejrzeń (2007, ISBN 978-83-60464-28-1)
- Maritime law in the second half of the 20th century: selected articles (2008, ISBN 978-83-231-2056-8)
- Opowiadania wojenne. W niemieckich i sowieckich kleszczach (2009, ISBN 978-83-61668-11-4)